# بول أندرسن (لاعب كرة قدم مواليد 1953)
بول أندرسن (بالدنماركية: Poul Andersen)‏ هو لاعب كرة قدم دنماركي، ولد في 28 نوفمبر 1953 في Otterup ‏ في الدنمارك. شارك مع منتخب الدنمارك لكرة القدم. أما مع النوادي، فقد لعب مع نادي أودنسه.

## وصلات خارجية
- بول أندرسن (لاعب كرة قدم مواليد 1953) على موقع قاعدة بيانات كرة القدم.إي يو (الإنجليزية)
- بول أندرسن (لاعب كرة قدم مواليد 1953) على موقع ناشيونال فوتبول تيمز (الإنجليزية)